# Јанус (митологија)
Јанус (лат. Ianus) је римски бог почетка и краја свих ствари, заштитник врата и улаза, склон је људима, а његов симбол су врата и кључ.

## Митологија
Јанус је, првобитно био краљ у Лацију и основао је град на једном од седам брежуљака уз реку Тибар, на којима се касније развио град Рим. брежуљак на коме је Јанус основао град се зове Јаникулум (итал. Gianicolo).
Јанусови родитељи нису познати, а име његове жене је Јана. Претпоставља се да је он, у старој римској религији био бог светла и сунца, а сигурно је да је, пре него што је постао бог почетка свих ствари, био бог и заштитник кућних врата и да је један од најстаријих римских богова.
Римљани су Јанусу посветили почетке свих ствари, и то у најширем смислу речи, а посебно се то односи на почетак дана, на први дан у месецу, као и на први месец у години. Јанусу је припадала и прва молитва на почетку било каквог јавног или приватног рада.
Главни празник бога Јануса је био први дан Нове године, и тада су људи њему у част, даривали једне друге, свечано се облачили и честитали почетак Нове године.

## О Јанусу
Бога Јануса Римљани су приказивали као лик са два лица, и то окренути један другоме са супротне стране (једно гледа у почетак, а друго у крај). Јанусов лик се појављује на римском бронзаном новчићу са краја 4. века пре нове ере.
Сачувано је много скулптура бога Јануса, али многи од њих немају неку уметничку вредност.
У Риму је постојао храм у славу бога Јануса који је био у облику двоструких врата, која су била истовремено и улаз и излаз из храма, и која су се свечано отварала када је римска војска одлазила у рат и све време ратовања су била отворена, како би се ратници могли срећно вратити.
Када су врата била затворена то је значило да је мир, а то се догодило, у историји Рима само седам пута, и то три пута у доба владавине цара Августа.